# Nicolaas Okma
Nicolaas Okma (Sneek, 24 december 1904 - Amsterdam, 14 juli 1955) was een Nederlands advocaat en hoogleraar.
Hij was een zoon van Hendrik Okma en Catharina Oberman. Zijn vader was advocaat in Sneek en lid van de Tweede Kamer voor de ARP. Op 10 augustus 1936 trad hij in het huwelijk met Paulina Geertruida Rutgers. Het echtpaar kreeg zes kinderen, een zoon en vijf  dochters. 
Vanaf 1923 studeerde Okma theologie, klassieke letteren en rechten aan de Vrije Universiteit Amsterdam. In 1929 werd hij meester in de rechten.  Hij vestigde zich als advocaat te Amsterdam. In de oorlogsjaren schreef hij in een illegale krant, het antirevolutionaire Hou en Trou. Hij werkte ook mee aan het illegale Vrij Nederland. In 1941 werd hij gearresteerd. Hij zat 9 maanden gevangen in Scheveningen. Vanaf 1943 zat hij geïnterneerd in kamp Sint-Michielsgestel, hier was hij een van de Heeren Zeventien. Hier werkte hij ook aan zijn dissertatie. Na een veroordeling volgde nog een straf in een gevangenis in Kleef, Duitsland. In augustus 1944 zat zijn straf erop en werd hij vrijgelaten.

## Werk
Misbruik van recht (1945), academisch proefschrift ter verkrijging van den graad van doctor in de rechtsgeleerdheid aan de Vrije Universiteit te Amsterdam.

## Externe bronnen
- Nicolaas Okma op www.historici.nl